# Menelaos (Agiade)
Menelaos (altgriechisch Μενέλαος Menélaos) ist in der griechischen Mythologie der siebte König von Sparta aus dem Haus der Agiaden. Sein Nachfolger war Archelaos.
Menelaos erscheint jedoch nur in Excerpta Latina Barbari, wo ihm 44 Regierungsjahre zugeordnet sind. Er wird dort Cemenelaus genannt. Dies wird als Übersetzungsfehler angesehen, da der namentlich unbekannte Übersetzer nur wenig Griechisch-Kenntnisse hatte. Man rekonstruiert den griechischen Originaltext zu καὶ Μενέλαος kaì Menélaos, deutsch ‚und Menelaos‘. 
Da der König weder bei Herodot noch bei Pausanias erscheint, wird seine Existenz vielfach angezweifelt.